# Alcatel One Touch 300
El Alcatel OT 300 es un teléfono móvil GSM de gama baja descontinuado creado por Alcatel que se presentó en el primer trimestre de 2000. Pesa 103 g (3,6 oz) y sus dimensiones son 
109 x 45 x 22 mm (4,3 x 1,8 x 0,9 plg), 99 cm³ (0,1 L). Su pantalla monocromática tiene una resolución máxima de 49x96 píxeles y 5 líneas.
El teléfono incluye una batería recargable NiMH de 650 mAh que le otorga un tiempo de espera de 165 horas.

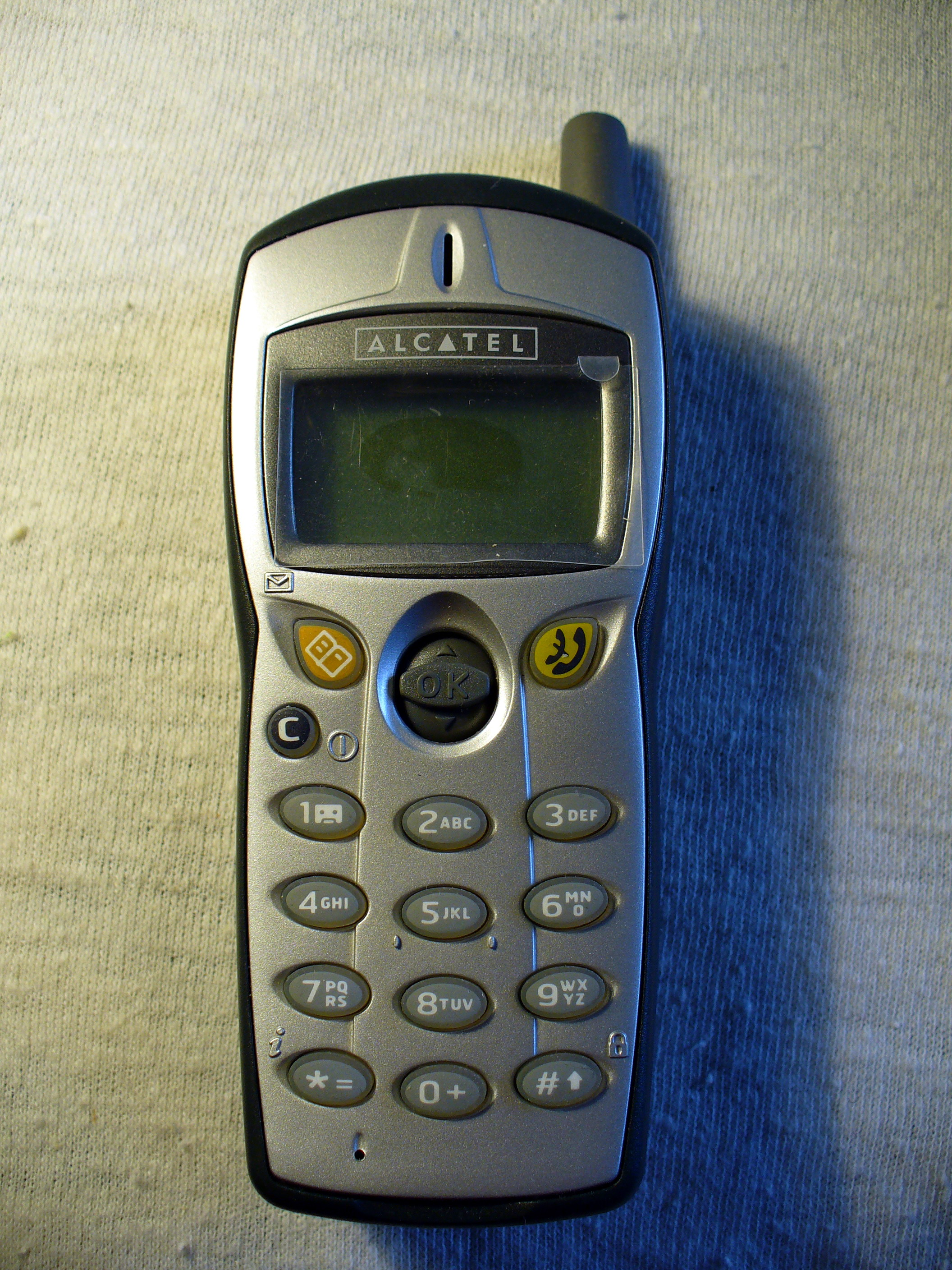
Alcatel OT 300

Utiliza una tarjeta SIM del tipo Mini SIM
Los modelos relacionados son OT 301, OT 302 y OT 303. En la etiqueta se hace referencia a él como Alcatel BE-4.

## Características
- Lanzamiento: 01 de enero de 2000 (25 años, 2 meses y 24 días)
- Tarjeta SIM : Mini Sim (2FF) interna
- Antena : externa corta.
- Pantalla : TFT LCD de 1,8 pulgadas
- Resolución de pantalla : 49 x 96 píxeles monocroma
- Bandas :GSM banda dual 900/1800 MHz
- Batería :  interna de NiMH 3,6 voltios y 650 mAh
  - Tiempo de espera : hasta 165 horas
  - Tiempo de conversación : hasta 4,45 horas
- Formato : barra
- Carcasa :
- Tamaño : 109 x 45 x 22 mm (4,3 x 1,8 x 0,9 plg)
- Peso : 103 g (3,63 onzas)
- Volumen : 99 cm³ (0,1 L)
- Mensajes : SMS con texto predictivo SATK
- Otras prestaciones : 
  - Navegador WAP (modelos 301,302,303)
  - Reloj con 3 alarmas
  - Juegos: de serie 3 juegos, Puzzle, Music, Logics